# Tanner Cohen
Tanner Max Cohen (ur. 1986) – amerykański aktor sceniczny, filmowy i telewizyjny oraz wokalista.

## Życiorys
Ma brata, Davida Olivera Cohena, który także zajmuje się aktorstwem.
W roku 2006 po raz pierwszy pojawił się na małym ekranie, występując w roli Tada Beckera w pięciu odcinkach opery mydlanej stacji CBS As the World Turns. Pojawił się następnie u boku Umy Thurman i Evan Rachel Wood w thrillerze Vadima Perelmana Życie przed oczami (The Life Before Her Eyes, 2007); zagrał postać drugoplanową, ucznia Nathaniela "Nate'a" Witta. W komediowym musicalu Gdyby świat był mój (Were the World Mine, 2008), reżyserowanym przez Toma Gustafsona, wystąpił jako główny protagonista Timothy, zdeklarowany gej, uczeń męskiej szkoły średniej. Film powstał jako produkcja niezależna oraz oparty został na szekspirowskiej komedii Sen nocy letniej. Cohen odśpiewał większość utworów muzycznych, które znalazły się na ścieżce dźwiękowej do filmu, a także przez rok brał lekcje śpiewu, by przygotować się do roli.
W drugiej połowie 2009 został absolwentem prestiżowego Uniwersytetu Kalifornijskiego, kampusu w Los Angeles (ULCA).
W 2010 aktor zagrał wraz z Andym Ridingsem w sztuce Over and Over, wyprodukowanej jako część tamtorocznego New York International Fringe Festival (FringeNYC). Sztuka grana była sierpniem 2010 w Cherry Lane Theatre na Manhattanie.
Jest jawnym homoseksualistą, mieszka w Los Angeles. Wyraził wsparcie wobec organizacji działających na rzecz LGBT: It Gets Better Project i The Trevor Project.